# Organized Konfusion
Organized Konfusion est un groupe américain de hip-hop alternatif, originaire du Queens, à New York. Le groupe se compose de Prince Po et Pharoahe Monch.

## Histoire
Les membres du groupe Prince Po et Pharoahe Monch commencent leur carrière sous le nom de Simply II Positive MCs. À l'origine, Po est le rappeur et Pharoahe le beatboxer, mais après se rend compte de ses talents de rimeur, Monch rejoint Po en tant que MC. Le duo attire l'attention du producteur de hip-hop Paul C, qui produit une démo pour le groupe à la fin des années 1980. Ils signent un contrat avec un petit label discographique du Queens, Solid Sound Records.
Paul C est assassiné en 1989, mais le duo continue et signe un contrat avec Hollywood Basic. En 1991, le groupe sort son premier album éponyme, Organized Konfusion, qui est acclamé par la critique. L'album est entièrement produit par le duo, et ne comporte qu'une seule apparition, celle de l'ami d'enfance du groupe, le futur membre de D.I.T.C. O.C., qui est apparu sur le single Fudge Pudge. Le single de l'album, Walk Into the Sun, devient un petit succès pour le groupe, atteignant la quinzième place du Hot Rap Singles. L'album lui-même ne figure dans aucun classement du Billboard, malgré les éloges de nombreuses sources, dont AllMusic, qui accorde à l'album une note parfaite de cinq étoiles, le critique Stanton Swihart déclarant qu'il s'agit « sans doute de l'album [hip-hop] underground des années 1990 ».
Le duo revient en 1994 avec son deuxième album, Stress : The Extinction Agenda. Cet album est une fois de plus pauvre en invités, avec une autre apparition d'O.C. et de Q-Tip d'A Tribe Called Quest, qui apparaissent tous deux sur le morceau Let's Organize. Le premier single de l'album, Stress, se classe au Hot Rap Singles, mais la chanson la plus célèbre de l'album est sans doute Stray Bullet, un titre conceptuel dans lequel les MC décrivent les voyages d'une balle perdue dans une narration à la première personne. 
En 2004, il est annoncé que le groupe se réunirait avec un nouveau troisième membre, O.C., qui fait ses débuts sur Organized Konfusion. Mais la réunion est annulée en raison de tensions entre O.C. et Prince Po.
Lors d'interviews réalisées pendant la promotion de l'album Desire de Monch, des questions ont été posées à plusieurs reprises sur l'éventualité d'une reformation. Monch aime répondre à ces questions par un vague, mais optimiste, « Qui sait ce que l'avenir nous réserve ». Monch, désormais signé sur une major, insiste toujours sur le fait que, si une réunion devait avoir lieu, le disque sortirait sur un label indépendant, citant que les concepts haut de gamme avec lesquels Organized Konfusion traite et s'attaque ne sont pas fortement soutenus par les grands labels.
Le 30 mars 2009, il est annoncé qu'Organized Konfusion se réunirait à l'occasion du All Points West Festival 2009 à Jersey City, dans le New Jersey. 

## Discographie

### Albums studio
- 1991 : Organized Konfusion
- 1994 : Stress: The Extinction Agenda
- 1997 : The Equinox

### Compilations
- 2005 : The Best of Organized Konfusion